# Antonio Bruni
Antonio Bruni (* 15. Dezember 1593 in Manduria; † 23. September 1635 in Rom) war ein italienischer Dichter. Er war Mitglied in der Accademia degli Umoristi in Rom.

## Leben
Antonio Bruni wurde 1593 in Manduria als Sohn von Giulio Cesare Bruni aus Asti und Isabella Pasanisi geboren. Nach einer humanistischen Ausbildung in seiner Heimat zog er nach Neapel, wo er an Sitzungen der Accademia degli Oziosi teilnahm und wahrscheinlich ein juristisches Studium absolvierte. 1616 wurde seine erste Gedichtsammlung La selva di Parnaso in Venedig gedruckt und zog die Aufmerksamkeit von Giambattista Marino auf sich. Ermutigt durch den Erfolg seines Buches, zog Bruni nach Rom, wo er 1623 Marino kennenlernte. Nach einer Reise nach Neapel kehrte er nach Rom zurück, während Marino in Neapel seinen Sitz als Principe der Accademia degli Oziosi einnahm, zu dem man ihn gewählt hatte. In der Folge unterhielten die beiden Dichter einen Briefwechsel, in dem es u. a. um die Rezeption von Marinos Adone ging, der in der römischen Gesellschaft heftig diskutiert wurde und gegen den die kirchlichen Zensurbehörden wegen der freizügigen erotischen Szenen vorgegangen waren.
Er war Rat und Staatssekretär von Francesco Maria II. della Rovere, Herzog von Urbino, und in Rom Sekretär von Kardinal Berlinghiero Gessi. Bruni hat viel geschrieben, und zwar in allen Genres und immer in der Manier des Meisters; etwas nüchterner in den 26 Epistole eroiche (heroischen Briefen, Mailand 1626).
Er starb 1635 in Rom.

## Werke
- Antonio Bruni: Selva di Parnaso. appresso i Dei, Venedig 1615.
- Antonio Bruni: Ghirlandaia. appresso l’Erede di Bartolomeo Zannetti, Rom 1625 (Google Books).
- Antonio Bruni: Epistole heroiche. Mailand 1626.
- Antonio Bruni: Le tre Grazie. ad instanza di Ottavio Ingrilani, Rom 1630.
- Le Veneri, cioè la Celeste e la Terrestre, poesie; e Il Pomo d’oro, proposte e risposte. Rom 1633 und 1634